# Muhammad Ahmad ad-Dib
Muhammad Ahmad ad-Dib (arab. محمد أحمد الديب) – egipski zapaśnik walczący w stylu wolnym. Brązowy medalista igrzysk śródziemnomorskich w 1959 roku.